# Orbey
Orbey – miejscowość i gmina we Francji, w regionie Grand Est, w departamencie Górny Ren.
Według danych na rok 1990 gminę zamieszkiwały 3282 osoby, 71 os./km².

## Współpraca
Miejscowość partnerska:
- Fosses-la-Ville, Belgia